# Juan Antonio Bayona
Juan Antonio Bayona, född 9 maj 1975 i Barcelona, är en spansk regissör. Han har regisserat ett antal popvideor för berömda spanska musikgrupper. Hans första långfilm är skräckfilmen Barnhemmet från 2007.

## Filmografi (urval)
- 2007 – Barnhemmet
- 2012 – The Impossible
- 2016 – Sju minuter efter midnatt
- 2023 – Snöns brödraskap